# Liste der Generalgouverneure von Guyana

Flagge des Generalgouverneurs von Guyana

Liste der Generalgouverneure von Guyana
| Name                                      | Personendaten    | Amtszeit                              |
| ----------------------------------------- | ---------------- | ------------------------------------- |
| Sir Richard Edmonds Luyt                  | (* 1915, † 1994) | 26. Mai 1966 – 16. Dezember 1966      |
| Sir David James Gardiner Rose             | (* 1923, † 1969) | 16. Dezember 1966 – 10. November 1969 |
| Sir Edward Victor Luckhoo (kommissarisch) | (* 1912, † 1998) | 10. November 1969 – 23. Februar 1970  |